# Черкасский, Юрий Аронович
Юрий Аронович Черкасский (13 сентября 1912 — 8 февраля 1944) — советский писатель с Донбасса.

## Биография
Родился 13 сентября 1912 года в Луганске. Вырос в шахтёрской среде. Окончил фабрично-заводское училище. Работал на Луганском паровозостроительном заводе.
Первые стихи были напечатаны в заводском издании «Октябрьский гудок», а затем в газете «Луганская правда». Печататься начал в 30-е годы в журналах «Забой» и «Литературный Донбасс». Его поэтическое становление связано с организацией Союза пролетарских писателей Донбасса «Забой».
В 1933 году в Москве вышла первая книга поэта «Стропила», перед войной изданы сборники стихов «Отвага», «Жажда», «Лирика», «Мост». В произведениях довоенных лет поэт воспел труд рабочих «Луганстроя», работу горняков, социалистические преобразования Донбасса.
На фронт ушёл добровольцем. В годы войны выступал со стихами в газетах 3-го Белорусского фронта, воспевал героизм и мужество советского воина, стремления к миру, дружбе, любви. Погиб в бою под Витебском 8 февраля 1944 года. В издательстве «Донбасс» издано два посмертных сборника стихов поэта.